# Ямака
Ямака — шестая книга Абхидхамма-питаки, части Палийского канона.
Название Ямаки («Книга пар»), являющейся книгой по прикладной логике, происходит от того факта, что все явления в ней рассматриваются в свете тезиса и приведённого к нему антитезиса. 
Книга состоит из десяти глав, носящих общее название Ямаки. Ввиду отсутствия в тексте определённого списка тем, или матики, многие комментаторы принимают за него совокупность из десяти названий глав. Каждое такое название служит объяснением тех тем, которые рассматриваются в ней: 
- Мула, («основа», «корень») об основах кусала- и акусала-дхамм.
- Кхандха, о пяти кхандхах.
- Аятана, о 12-ти аятанах.
- Дхату, о 18-ти элементах.
- Сачча, о четырёх благородных истинах.
- Самкхара, о трёх самкхарах.
- Анусая, о склонностях.
- Читта, о разуме и психических состояниях.
- Дхамма, о кусала- и акусала-дхаммах.
- Индрия, о 22 индриях.

Объяснение во всех главах, кроме Мула-ямаки и Анусая-ямаки, является трёхчастным. Сначала идёт Паннаттивара, в которой разграничиваются сам термин и его содержание, с двумя рубриками: уддесавара, содержащей только вопросы, и ниддесавара, повторяет вопросы и даёт различные ответы на них. Основная же часть статьи согласно комментариям носит название Паваттивара и касается вопросов о том, где и каким образом личность получает перерождение. Третья часть Ямаки, Париннявара, касается тех пределов, которые поставлены для личности.